# Трейси Баптист
Трейси Баптист (на английски: Tracey Baptiste) е писателка от Тринидад и Тобаго, авторка на произведения в жанра фентъзи, хорър, социална драма, детска литература и документалистика.

## Биография и творчество
Трейси Баптист е родена на 7 март 1972 г. в Сан Фернандо, остров Тринидад, Тринидад и Тобаго. На петнадесетгодишна възраст се премества в Бруклин, Ню Йорк. От малка се увлича по приказките и книгите и иска да пише. Получава бакалавърска степен по английски език и сравнителна литература от Нюйоркския университет, след което получава магистърска степен по педагогика в началното образование.
След дипломирането си работи като учител в начално училище, после в издателство като редактор на учебници по четене и езикови изкуства за деца, и в друго издателство за научнопопулярни книги за деца. Започва да пише художествена литература по време на отпуска си по майчинство с първото си дете. По-късно преподава творческо писане в магистърската програма на университета Лесли.
Първият ѝ роман „Ангелска благодат“ е издаден през 2005 г. и е нежна история за съзряването и търсенето на корените, която се развива на остров Тринидад. Романът е обявен за една от 100-те най-добри книги за четене и споделяне през 2005 г. от обществените библиотеки в Ню Йорк. В следващите години тя пише биографии на известни писатели на детска литература и фентъзи.
През 2015 г. е издаден първият ѝ роман „Джъмбитата“ от едноименната поредица. Джъмбитата са злите духове на умрели хора в митологията на Латинска Америка. В историята младата Корин, която заедно с приятелите си ще се противопостави на джъмбитата да завладеят дома и острова ѝ.
През 2018 г. е издаден романа ѝ „Minecraft: Катастрофата“ от поредицата „Майнкрафт“. Главната героиня, Бианка, се събужда почти парализирана в болницата и избира виртуалната реалност на играта в болничния сървър, за да открие своя приятел Лони. В усилията ѝ помагат Есме и Антон, но реалните им страхове са петите им. Романът става бестселър в списъка на „Ню Йорк Таймс“.
През 2023 г. е издаден романът ѝ „Моко магия“ от едноименната поредица. В историята млад моко джъмби е дух-защитник, който ходи на кокили, и който се противопоставя на джъмби измамник, който планира да узурпира властта по време на фестивал в Бруклин.
Трейси Баптист живее със семейството си в Енгълуд, Ню Джърси.

## Произведения

### Самостоятелни романи
- Angel's Grace (2005)[1]

### Поредица „Джъмбита“ (Jumbies)
1. The Jumbies (2015)[1][2]
2. The Rise of the Jumbies (2017)
3. The Jumbie God's Revenge (2019)

- Looking for a Jumbie (2021)

### Поредица „Моко магия“ (Moko Magic)
Моко джъмби е дух-защитник в Тринидад и Тобаго
1. Moko Magic (2023)[2]

### Участие в общи серии с други писатели

#### Поредица „Майнкрафт“ (Minecraft)
2. The Crash (2018)
Minecraft: Катастрофата, изд.: „Егмонт България“, София (2018), прев. Ангел Ангелов
от поредицата има още 14 романа от други автори

### Разкази
- Ma Laja (2017)

### Детска литература
- Because Claudette (2022) – с Тоня Ейнжъл, за Клодет Колвин[2]
- Mermaid and Pirate (2023)

### Документалистика
- Madeleine L'Engle	(2007) – за Маделин Ленгъл[2]
- Jerry Spinelli (2007) – за Джери Спинели
- Stephenie Meyer (2010) – за Стефани Майър
- Sharon Creech (2011) – за Шарън Крийч
- The Totally Gross History of Ancient Egypt (2015) – за Древен Египет
- Fantasy: In a World... (2019) – с Джон Стивънс
- African Icons: Ten People Who Built a Continent (2021)